# Архимед (пароход)
«Архиме́д» (англ. SS Archimedes) — первый винтовой пароход.
Построен в 1838 году английским изобретателем Френсисом Смитом (англ. Francis Pettit Smith) по заказу Британского Адмиралтейства. Длина — 37,5 м, ширина — 6,7 м, осадка — 3 м, грузоподъемность 237 т. На винт диаметром 2,1 м работали две паровые машины мощностью 45 л. с. каждая. На испытаниях «Архимед» развил максимальную скорость 9,8 узлов.
В мае 1840 году пароход начал работать на Британских каботажных линиях.

## Другие ранние винтовые суда
В 1796 году Дж. Фитч строит паровой катер «Collect» с гребным винтом Архимеда и начинает его испытания в Нью-Йоркской гавани.
Почти одновременно со Смитом шведским инженером Джоном Эрикссоном был построен меньший по мощности и грузоподъемности пароход «Robert F. Stockton». В апреле 1839 году он ушел под парусами в США, предоставившими Эриксону своё гражданство.